# Campionati italiani assoluti di atletica leggera 1906
I Campionati italiani assoluti di atletica leggera 1906 sono stati la prima edizione dei Campionati italiani assoluti di atletica leggera e si sono svolti all'Arena Civica di Milano il 21 ottobre 1906, l'anno della fondazione della Federazione Podistica Italiana (FPI), progenitrice dell'odierna Federazione Italiana di Atletica Leggera (FIDAL).
Questa prima edizione fu organizzata dalla Gazzetta dello Sport ed assegnò solamente quattro titoli, tutti in ambito maschile dato che lo sport femminile, a quell'epoca, non era ancora molto praticato, nemmeno a livello olimpico.
Lo stesso anno si disputò l'ultima edizione dei campionati dell'Unione Pedestre Italiana, che furono definitivamente soppressi nel 1907.

## Risultati
| Specialità   | Oro                                         | Prestazione | Argento                         | Prestazione | Bronzo                                                   | Prestazione |
| 100 m        | Umberto Barozzi Ginnastica e Scherma Novara | 11"3/5      | Gaspare Torretta SEF Mediolanum | s/t         | Emilio Brambilla Forza e Coraggio Milano                 | s/t         |
| 1500 m       | Emilio Lunghi Sport Pedestre Genova         | 4'14"1/5    | Luigi Bettioli ASC Audax Arona  | 4'40"3/5    | Gerolamo Castiglioni Società Ginnastica Bustese Sportiva | 4'42"2/5    |
| 25 km        | Pericle Pagliani Società Podistica Lazio    | 1h33'58"2/5 | Aduo Fava Fortitudo Bologna     | 1h34'03"0   | Antonio Fraschini Colonia Alpina Omegna                  | 1h43'45"2/5 |
| Marcia 25 km | Angelo Coccia Cristoforo Colombo Roma       | 2h26'57"3/5 | Arturo Balestrieri Virtus Roma  | 2h29'24"1/5 | Remo Canali Sempre Avanti Bologna                        | 2h29'52"0   |